# Eugene O'Brien
Pour les articles homonymes, voir O'Brien.

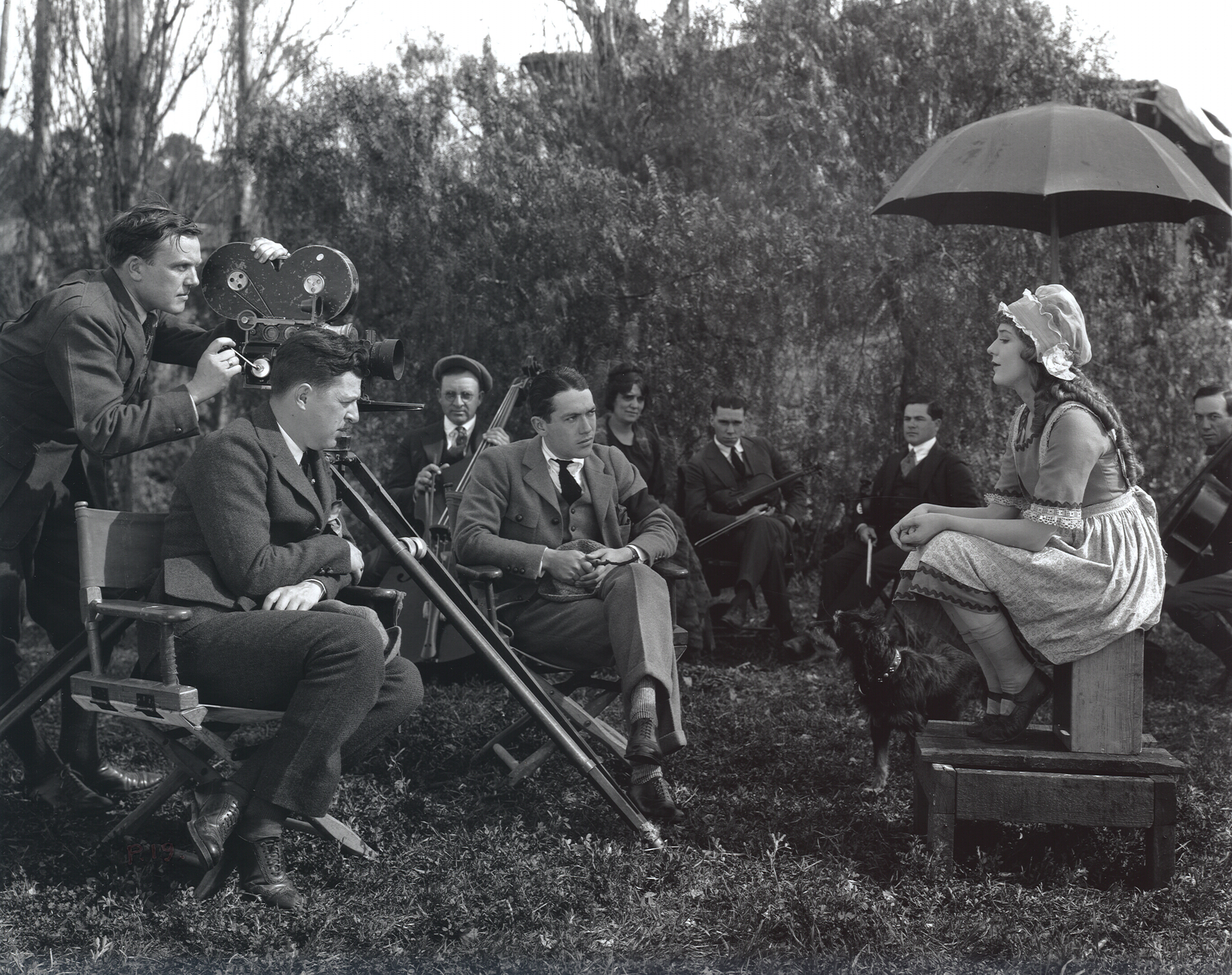
Au premier plan, de g. à d., Walter Stradling (directeur de la photographie), Marshall Neilan (réalisateur), Eugene O'Brien et Mary Pickford, sur le tournage de Petit Démon (1917)

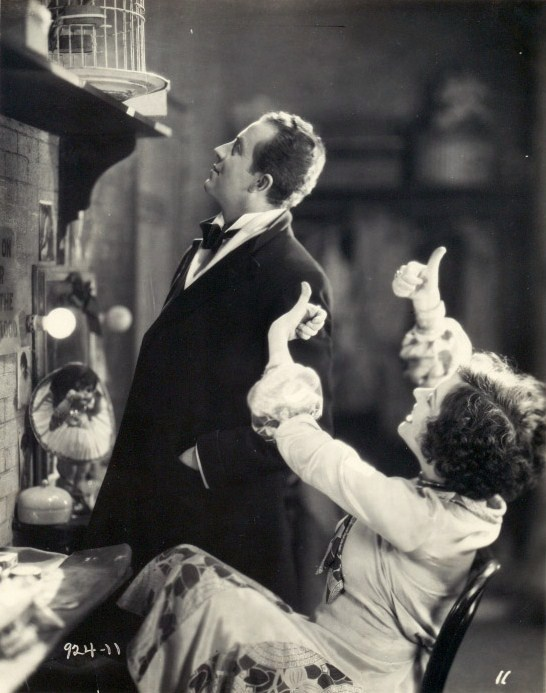
Avec Gloria Swanson, dans Mondaine (1926)

Louis O'Brien — né le 14 novembre 1880 à Boulder (Colorado), mort le 29 avril 1966 à Los Angeles (Californie) — est un acteur américain, connu comme Eugene O'Brien.

## Biographie
Entamant sa carrière au théâtre, Eugene O'Brien joue notamment à Broadway (New York), où il débute dans une comédie musicale représentée en 1905-1906. Suivent treize pièces de 1909 à 1917, dont Trelawny of the 'Wells' (en) d'Arthur Wing Pinero (1911, avec Ethel Barrymore et Constance Collier) et Une cause célèbre d'Adolphe d'Ennery et Eugène Cormon (1915, avec Robert Warwick).
Au cinéma, exclusivement durant la période du muet, il apparaît dans cinquante-trois films américains sortis entre 1915 et 1928, dont Petit Démon de Marshall Neilan (1917, avec Mary Pickford), Secrets de Frank Borzage (1924, avec Norma Talmadge), Mondaine de Richard Rosson et Lewis Milestone (1926, avec Gloria Swanson) et The Romantic Age de Robert Florey (son avant-dernier film, 1927, avec Alberta Vaughn).
Pour sa contribution au grand écran, une étoile lui est dédiée depuis 1960 sur le Walk of Fame d'Hollywood Boulevard.

## Théâtre à Broadway (intégrale)
(pièces, sauf mention contraire)
- 1905-1906 : The Rollicking Girl, comédie musicale, musique de William T. Francis, lyrics et livret de Sydney Rosenfeld : Firenzi
- 1909 : The Builder of Bridges d'Alfred Sutro, production de Charles Frohman
- 1911 : Trelawny of the 'Wells' d'Arthur Wing Pinero : Arthur Gower
- 1911-1912 : Le Million (The Million) de Georges Berr et Marcel Guillemaud, adaptation de Leo Ditrichstein
- 1912 : The Case of Becky d'Edward Locke, mise en scène et production de David Belasco : John Arnold
- 1912 : Tainted Philanthropy d'Abraham Goldknopf
- 1914 : Kitty Mackay de Catherine Chisholm Cushing : Lieutenant Davis Graham
- 1914 : A Woman Killed with Kidness de Thomas Hayward
- 1914 : The Money Makers de Charles Klein
- 1915 : Une cause célèbre (A Celebrated Case) d'Adolphe d'Ennery et Eugène Cormon, adaptation produite par Charles Frohman et David Belasco
- 1915 : The Bargain d'Herman Scheffauer
- 1915 : The Angel in the House d'Eden Phillpotts et Basil MacDonald Hastings
- 1917 : Her Husband's Wife d'A. E. Thomas
- 1917 : The Country Cousin de Booth Tarkington et Julian Street : George Tewksberry Reynolds III

## Filmographie partielle
- 1915 : The Moonstone de Frank Hall Crane : Franklin Blake
- 1915 : Just Out of College de George Irving : Edward Worthington Swinger
- 1916 : Peppina (Poor Little Peppina), de Sidney Olcott : Hugh Carroll
- 1916 : La Comtesse Suzanne (The Rise of Susan) de Stanner E. V. Taylor : Clavering Gordon
- 1917 : Le Songe d'Évelyne (Poppy) d'Edward José : Sir Evelyn Carson
- 1917 : Petit Démon (Rebecca of Sunnybrook Farm) de Marshall Neilan : Adam Ladd
- 1918 : Les Hirondelles (The Safety Curtain) de Sidney Franklin : Capitaine Merryon
- 1918 : L'Irresponsable (De Luxe Annie) de Roland West : Jimmy Fitzpatrick
- 1919 : The Perfect Lover de Ralph Ince : Brian Lazar
- 1920 : Broadway and Home (en) d'Alan Crosland : Michael Strange
- 1920 : The Wonderful Chance de George Archainbaud : Lord Birmingham / « Swagger » Barlow
- 1921 : Chivalrous Charley de Robert Ellis : Charles Riley
- 1921 : Worlds Apart (en) d'Alan Crosland : Hugh Ledyard
- 1922 : John Smith de Victor Heerman : rôle-titre
- 1922 : Channing of the Northwest de Ralph Ince : Channing
- 1923 : The Voice from the Minaret de Frank Lloyd : Andrew Fabian
- 1924 : Son œuvre (The Only Woman) de Sidney Olcott : Rex Herrington
- 1924 : Secrets de Frank Borzage : John Carlton
- 1925 : Dans les griffes de l'or (Flaming Love) de Victor Schertzinger : Roland Keene
- 1925 : Dangereuse Innocence (Dangerous Innocence) de William A. Seiter : Major Seymour
- 1925 : Mésalliance (Siege) de Svend Gade : Kenyon Ruyland
- 1926 : Mondaine (Fine Manners) de Richard Rosson et Lewis Milestone : Brian Alden
- 1927 : The Romantic Age de Robert Florey : Stephen
- 1928 : Faithless Lover de Lawrence C. Windom : Austin Kent